# Mojarka
Mojarka (en rus: Можарка) és un poble del krai de Krasnoiarsk, a Rússia, que en el cens del 2010 tenia 682 habitants. Pertany al districte de Kuràguino.